# 계약명의신탁
계약명의신탁(契約名義信託)은 명의신탁의 한 종류이다.

## 개요
예컨대, 서울에서 사는 甲이 지방에 사는 형부 乙에게 매수자금을 주면서 등기명의도 부탁하였고, 형부 乙은 매도인 丙으로부터 부동산을 매수하여 자신의 이름으로 등기를 갖춘 경우를 3자 간의 계약명의신탁이라고 한다. 매수인 乙이 수탁자인 경우이다. 즉, 수탁자가 매매계약의 당사자가 되어 매도인과 매매계약을 체결한 후, 수탁자 앞으로 등기를 이전하는 형식으로서, 이것은 매도인의 선의·악의에 따라 그 효력을 달리한다.

## 예시

### 매도인이 선의인 경우
부동산물권을 취득하기 위한 계약에서 신탁자와 수탁자 사이의 명의신탁약정은 무효이지만, 명의신탁약정의 존재를 알지 못한 선의의 매도인을 보호하기 위해 수탁자명의의 등기는 예외적으로 유효한 것으로 본다(｢부동산 실권리자명의 등기에 관한 법률｣ 제4조 제2항 단서). 예컨대, 甲이 丙으로부터 부동산을 매수함에 있어서, 乙에게 매매대금을 주어 그를 매수인으로 내세워서 丙과 매매계약을 체결하도록 하였고 그리하여 丙이 乙을 매수인으로 알고 이전등기를 한 경우, 乙명의의 이전등기는 유효하다. 선의의 丙을 보호하여 거래의 안전을 도모하고자 하는 취지이다. 결국 수탁자는 매도인뿐만 아니라 신탁자에 대한 관계에서도 유효하게 당해 부동산의 소유권을 취득한다는 것이 판례이다. 다만, 신탁자는 수탁자에게 부당이득을 이유로 매수자금의 반환을 청구할 수 있다(대판 2005. 1. 28, 2002다66922). 그러나 ｢부동산 실권리자명의 등기에 관한 법률｣ 시행 전에 이른바 계약명의신탁에 따라 선의의 소유자로부터 명의수탁자 앞으로 소유권이전등기가 경료되고, 같은 법 소정의 유예기간이 경과하여 명의수탁자가 당해 부동산의 완전한 소유권을 취득한 경우에는, 신탁자는 수탁자에게 부동산 자체의 부당이득의 반환을 청구할 수 있다(대판 2002. 12. 26, 2000다21123). 유예기간이 경과하기 전까지는 명의신탁자는 언제라도 명의신탁약정을 해지하고 당해 부동산에 관한 소유권을 취득할 수 있었던 것이므로, 명의수탁자는 동법 시행에 따라 당해 부동산에 관한 완전한 소유권을 취득함으로써 당해 부동산 자체를 부당이득하였다고 보기 때문이다.

### 매도인이 악의인 경우
수탁자명의의 등기는 무효이어서 소유권은 매도인에게 귀속한다(｢부동산 실권리자명의 등기에 관한 법률｣ 제4조 제2항). 한편, 신탁자는 계약의 당사자가 아니어서 매도인과 직접적인 관계는 없다. 예컨대, 甲이 丙으로부터 부동산을 매수함에 있어서, 친지 乙에게 매매대금을 주어 그를 매수인으로 내세워서 매도인 丙과 매매계약을 체결하도록 하였고, 그리하여 매도인 丙이 신탁자 甲의 존재를 알면서 乙에게 이전등기를 한 경우, 乙명의의 이전등기는 무효이다.